# Murex protocrassus
Murex protocrassus is een slakkensoort uit de familie van de Muricidae. De wetenschappelijke naam van de soort werd voor het eerst geldig gepubliceerd in 1990 door Houart.